# Neoheterobothrium
Neoheterobothrium är ett släkte av plattmaskar. Neoheterobothrium ingår i familjen Diclidophoridae.
Kladogram enligt Catalogue of Life:
| Neoheterobothrium | \| \| Neoheterobothrium cynoscioni \| \| \| \| \| \| Neoheterobothrium pugetensis \| \| \| \| |
|                   | \| \| Neoheterobothrium cynoscioni \| \| \| \| \| \| Neoheterobothrium pugetensis \| \| \| \| |
|                   | Choricotyle                                                                                   |
|                   |                                                                                               |
|                   | Cyclocotyloides                                                                               |
|                   |                                                                                               |
|                   | Diclidophora                                                                                  |
|                   |                                                                                               |
|                   | Echinopelma                                                                                   |
|                   |                                                                                               |
|                   | Eurysorchis                                                                                   |
|                   |                                                                                               |
|                   | Heterobothrium                                                                                |
|                   |                                                                                               |
|                   | Pedocotyle                                                                                    |
|                   |                                                                                               |
|                   | Neoheterobothrium cynoscioni                                                                  |
|                   |                                                                                               |
|                   | Neoheterobothrium pugetensis                                                                  |
|                   |                                                                                               |

|  | Neoheterobothrium cynoscioni |
|  |                              |
|  | Neoheterobothrium pugetensis |
|  |                              |